# Nova Luzitânia
Nova Luzitânia est une municipalité brésilienne de l'État de São Paulo et la Microrégion d'Auriflama.